# Nowickia polita
Nowickia polita är en tvåvingeart som först beskrevs av Zimin 1935.  Nowickia polita ingår i släktet Nowickia och familjen parasitflugor. Inga underarter finns listade i Catalogue of Life.